# Amarogentina
La amarogentina es un compuesto químico que se encuentra en la genciana (Gentiana lutea) o en Swertia chirata.
La raíz de genciana tiene una larga historia de uso como hierba amarga en el tratamiento de desórdenes digestivos y como ingrediente en muchas medicinas propietarias. Los principios amargos de la raíz de genciana son los glucósidos secoiridoides amarogentina y gentiopicrina. El primero se uno de los compuestos naturales más amargos conocidos. y se utiliza como base científica para la medición de la amargura. En humanos, activa el receptor del sabor amargo hTAS2R50. El motivo bifenilcarboxílico se sintetiza por medio de una ruta del tipo policétido, donde se combinan tres unidades de acetil-CoA y una unidad de 3-hidroxibenzoil-CoA, este último se forma tempranamente en la vía del shikimato y no a partir de los ácidos benzoico o cinámico.
Además muestra una actividad antileishmania en modelos animales siendo un inhibidor de la topoisomerasa I.